# Joseph Murphy (prélat)
Joseph Murphy, né le 16 août 1968 à Cork (Irlande), est un prêtre catholique irlandais, prélat d'honneur, qui après avoir été chef du protocole du Saint-Siège, est nommé sous-secrétaire de la Section du Personnel Diplomatique de la Secrétairerie d'État du Vatican le 14 septembre 2023.
Il parle anglais, italien et français et connaît le gaélique.

## Biographie
Joseph Murphy poursuit ses études au collège Saint-Patrick de Maynooth. Il est ordonné prêtre le 11 juillet 1993 pour le diocèse de Cloyne. Il étudie ensuite à Rome au collège pontifical irlandais (en), au  séminaire français de Rome et à la Grégorienne où il obtient une licence en théologie et prépare un doctorat à propos de saint  Thomas d'Aquin. Il entre en octobre 1997 à la section des affaires générales de la secrétairerie d'État. En 2002, il est nommé secrétaire du cardinal Sodano qui est alors secrétaire d'État.
En 2003, il est nommé prélat d'honneur de Sa Sainteté.
Le 15 septembre 2006, Joseph Murphy est transféré à la section des relations avec les États. Il est nommé en plus le 15 janvier 2008 assistant spirituel de l'association Saints-Pierre-et-Paul.
Le 22 mars 2018, il est nommé par le pape François chef du protocole au sein de la secrétairerie d'État, remplaçant José Avelino Bettencourt, nommé nonce apostolique en février 2018 dans le Caucase (Géorgie et Arménie) et consacré évêque (in partibus) par le pape.
Joseph  Murphy est également postulateur de plusieurs causes de canonisation dont celle du moine irlandais, le bienheureux Colomban Marmion (1858-1923), abbé de Maredsous.

## Fonction
En tant que chef du protocole, Joseph 
Murphy s'occupe de l'agrément (dit placet) et de la réception des nouveaux ambassadeurs près le Saint-Siège, de leur première visite auprès du substitut des affaires générales pour la présentation des copies de leurs lettres de créance, ainsi que leur première visite auprès du secrétaire des relations avec les États. Il est chargé ensuite de la publication de la date de l'audience solennelle de la présentation des lettres de créance au souverain pontife et chargé des formalités concernant l'accréditation du personnel diplomatique concerné auprès du Saint-Siège. Le chef du protocole s'occupe aussi des requêtes officielles d'audiences de personnalités étrangères auprès du Saint-Père et de l'envoi des missions pontificales temporaires.

## Décorations
- Commandeur de l'Ordre du Mérite de la République italienne (2005)[7].

## Publications
- Invitation à la joie. Essai sur la théologie de Joseph Ratzinger, édition Artège (en français)

## Source de la traduction
- (en) Cet article est partiellement ou en totalité issu de l’article de Wikipédia en anglais intitulé « Joseph Murphy (priest) » (voir la liste des auteurs).